# لاري كاربيري
لاري كاربيري (بالإنجليزية: Larry Carberry)‏ هو لاعب كرة قدم بريطاني، ولد في 18 يناير 1936 في ليفربول في المملكة المتحدة، وتوفي في 26 يونيو 2015 في Sefton, Merseyside ‏ في المملكة المتحدة. لعب مع إيبسويتش تاون ونادي بارو.